# Willards fiskaal
Willards fiskaal (Laniarius willardi) is een zangvogel uit de familie Malaconotidae (bosklauwieren). Het is een fiskaal waarover nog maar weinig wetenschappelijk bekend is. De vogel werd in 1997 ontdekt in de Albertine Rift (westelijk deel van de Grote Slenk) in het zuidwesten van Oeganda. Vervolgens is de vogel als nieuwe soort in 2010 beschreven in The Auk, het ornithologische tijdschrift van de AOU.
De wetenschappelijke en Nederlandse namen zijn een eerbetoon aan de Amerikaanse ornitholoog David Willard van het Field Museum of Natural History in Chicago.

## Kenmerken
Willards fiskaal is 18 tot 19 cm lang en weegt 40 tot 45 gram. Deze vogel lijkt sterk op de bergfiskaal (L. poensis) en de leikleurige fiskaal (L. funebris), maar heeft (onder meer) een anders gekleurde iris en afwijkend DNA.

## Status
Willards fiskaal komt (nog) niet als aparte soort voor op de lijst van het IUCN, maar is daar een ondersoort van de bergfiskaal (L. poensis willardi).